# Иванов, Владимир Витальевич
Владимир Витальевич Иванов (род. 21 января 1960, станица Советская, Ростовская область) — российский политический деятель, на посту заместителя мэра по городскому хозяйству с 11 июля 2007 по 14 марта 2008 исполнял обязанности мэра г. о. Тольятти.

## Биография

### Образование
В 1982 году окончил Тольяттинский политехнический институт по специальности промышленное и гражданское строительство — направлен по распределению райкома комсомола инженером на АвтоВАЗ
В 1996 году окончил Самарский государственный университет по специальности юриспруденция.

### Трудовая деятельность
1982—1984 год инженер, старший инженер ПО АвтоВАЗ.
1984—1986 год срочная служба в рядах Советской Армии.
1986—1989 год главный инженер, начальник планово-сметного отдела «Учкудукского строительно-монтажного треста» (Узбекская ССР).
1989—1990 год заместитель начальника производственно-технического отдела Тольяттинской ТЭЦ.
1990—1993 год начальник отдела капитального строительства дочерней фирмы «АвтоВАЗзапчасть» ПО «АвтоВАЗ».
1993—1994 год первый заместитель главы Тольяттинской городской администрации Николая Уткина.
1994—1996 год глава районной администрации Автозаводского района г. Тольятти.
1996—1997 год заместитель мэра по городскому хозяйству и экологии мэрии городского округа Тольятти.
1997—2000 год исполняющий обязанности начальника отдела Поволжской окружной инспекции Главного контрольного управления Президента РФ — присвоен квалификационный разряд государственного советника РФ 1 класса.
2000—2006 год вновь глава районной администрации Автозаводского района г. Тольятти.
2006—2012 год заместитель мэра по городскому хозяйству Тольятти (под руководством Мэров: Н. Д. Уткина и А. Н. Пушкова).
с 22 марта 2007 года — после избрания первого заместителя мэра Н. А. Ренца областным депутатом — исполнял обязанности первого заместителя мэра Тольятти.
с 11 июля 2007 по 14 марта 2008 года — после судебного отстранения с поста Мэра Н. Д. Уткина — исполнял обязанности Мэра г.о. Тольятти.
с 2012 — по настоящее время заместитель директора производственной группы компаний ООО «Эколайн».

### Государственные награды
В 2008 году награждён именными часами Президента России, Орденом «За заслуги перед Отечеством» 2 степени, почётными знаками.

### На посту исполняющего обязанности Мэра
В 2007 году на посту исполняющего обязанности Мэра Тольятти, подписал Постановление № 2180-1/п от 27.07.2007 г. «О ликвидации Муниципального предприятия «Тольяттинское пассажирское автотранспортное предприятие № 1» (МП ТПАТП-1), по адресу Южное шоссе 22, общей площадью 33 гектара. Однако новой администрацией А. Н. Пушкова, были внесены изменения от 14.04.2008 г. № 2115-4/р. и отменена ликвидация, сохранив только юридическое лицо.
В 2007 году ликвидировал специализированное финансовое муниципальное учреждение «Фонд имущества Г.О.Тольятти», прекратил финансирование телекомпании ЛАДА ТВ, соучредителем которой был муниципальный фонд.